# IEEE Transactions on Audio Speech and Language Processing
IEEE Transactions on Audio Speech and Language Processing is een internationaal, aan collegiale toetsing onderworpen wetenschappelijk tijdschrift op het gebied van de
akoestiek en
elektrotechniek.
De naam wordt in literatuurverwijzingen meestal afgekort tot IEEE Trans. Audio Speech Lang. Process.
Het wordt uitgegeven door Institute of Electrical and Electronics Engineers en verschijnt 8 keer per jaar.